# Stade Victorin-Boewa
Le stade Victorin-Boewa, plus couramment abrégé en stade Boewa, est un stade omnisports néo-calédonien, principalement utilisé pour le football et l'athlétisme, situé dans la commune du Mont-Dore, dans la province Sud.
Le stade, doté de 135 places et inauguré en 1975, sert d'enceinte à domicile pour l'équipe de football de l'Association sportive du Mont-Dore.

## Histoire
Situé dans la baie de Boulari, le stade, qui dispose de 500 places de parking, accueille l'épreuve de football masculin des Jeux du Pacifique de 2011, compétition lors de laquelle l'équipe de Papouasie-Nouvelle-Guinée s'impose 17-1 sur Kiribati le 3 septembre 2011, et l'équipe de Tahiti s'impose sur le même score (17-1) sur cette même équipe de Kiribati le 5 septembre 2011.
Le stade dispose d'une piste d'athlétisme de 400 mètres, et est ouvert au public 7j/7j et 24h/24h.

## Événements
- 2011 : Jeux du Pacifique (football masculin)[6]